# Misja „sui iuris” Turks i Caicos
Misja sui iuris Turks i Caicos (łac.: Mission „sui iuris” of Turks and Caicos, ang.: Mandatum „sui iuris” Turcensium et Caicensium) – rzymskokatolicka jednostka podziału terytorialnego Kościoła katolickiego na Turks i Caicos, w północnej części Karaibów. Siedziba superiora znajduje się w Cockburn Town.

## Historia
- 10 czerwca 1984: utworzenie misji sui iuris na Turks i Caicos, z wydzielenia tych wysp z archidiecezji Nassau[1].

## Superiorzy
| L.p. | Lata rządów                              | Imię i nazwisko                  |
| ---- | ---------------------------------------- | -------------------------------- |
| 1.   | 10 czerwca 1984 – 17 października 1998   | bp Lawrence Aloysius Burke, S.J. |
| 2.   | 17 października 1998 – 21 listopada 2000 | abp Theodore McCarrick           |
| 3.   | od 24 lipca 2001 – 7 listopada 2016      | abp John Myers                   |
| 4.   | od 6 stycznia 2017                       | kard. Joseph Tobin, CSsR         |